# Єва Рівас
Єва Рівас, справжнє ім'я Валерія Олександрівна Решетнікова-Цатурян (вірм. Եվա Ռիվաս, 13 липня 1987, Ростов-на-Дону) — вірменська співачка. Учасниця від Вірменії на пісенному конкурсі Євробачення 2010 в Осло із піснею «Apricot Stone».

## Біографія
Народилася Ростові-на-Дону. Батько — Олександр Олександрович Решетніков, має вірменське, грецьке та російське коріння, народився у Владивостоці. Мати — Піруза Карапетівна Решетнікова-Цатурян, вірменка, народилася в Єревані. Сценічний псевдонім Єви — ім'я та прізвище бабусі — грекині за походженням.
Єва Рівас почала музичну кар'єру ще в молодших класах школи, беручи участь у шкільному вірменському хорі. З 9 до 17 років була солісткою естрадного ансамблю вірменської пісні «Аревік». У 1997 році ансамбль отримав звання «Народного» ансамблю. Виступаючи з ансамблем і виступаючи окремо як солістка ансамблю Єва стала володарем гран-прі дитячого конкурсу пісні «Червона Квіточка». В 1999 році, виконуючи вірменську пісню з репертуару Розі Армен, Єва отримала дві срібні медалі на Перших Російських Молодіжних Дельфійських Іграх в місті Саратові.
У 2000 році ансамбль отримав звання «Колектив року». У 2003 році ансамбль став дипломантом Першого Всеросійського конкурсу артистів естради і Єва так само стала дипломантом Першого Всеросійського конкурсу патріотичної пісні, організатором якого була Надія Бабкіна. У ці ж роки вона закінчила навчання в школі краси і світського виховання «Імідж-Еліт» і стала однією з провідних моделей цього ж агентства. Двічі отримувала звання «Маленька Красуня Ростова». У 13 років маючи зріст 1,80 см, поза будь-яких правил отримала дозвіл на участь у дорослому конкурсі «Красуня Ростова», на який допускаються дівчата з 18 років, і виборола звання «Міс Талант Ростова». Багаторазово брала участь у конкурсах і показах моделей по всій Росії. У 2004 році вступила до Ростовський державний університет на економічний факультет, відділення Світова економіка і міжнародні відносини.
2005 рік був для Рівас дуже плідним, вона стала володаркою титулу «Золотий Голос Ростова-на-Дону», «Міс Перлина Дону», і так же титул «Віце-Міс Кавказу», який проводився у місті Єревані. Єва стала володаркою першої премії на щорічному конкурсі «Пісня Року Вірменії», який проходив у Москві в Державному Кремлівському палаці. Там вона і зустрілася зі своїм майбутнім продюсером Валерієм Сааряном. У 2007 році посіла третє місце на Конкурсі пісні «П'ять зірок», який проводився каналом ОРТ в місті Сочі. Два роки займалася танцями в школі «Стріт Джаз» і надалі працювала з цією ж групою, керівник якої — Сергій Мандрик.
У 2008 році почала свою роботу в продюсерському центі «Вірменія Продакшн». Впродовж 2009 року Рівас багаторазово була гостею вірменських популярних телепередач і різних заходів. У грудні 2009 року відбулася прем'єра нової пісні «Ланджер Марджані», яку Єва так само розучувала з Маестро Рубеном Матевосяном. У пісенному конкурсі Євробачення 2010 в Осло вийшла у фінал.